# Jacques Aved

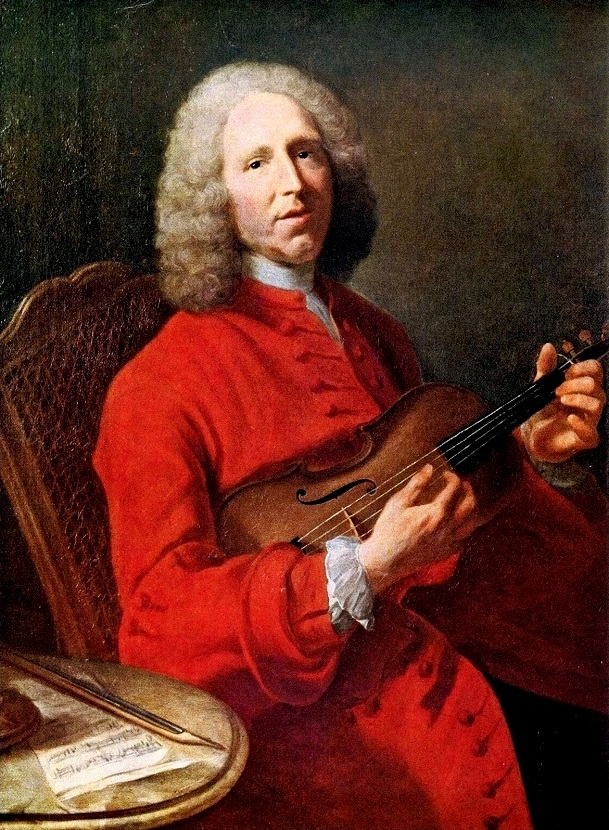
Jean-Philippe Rameau, de Jacques Aved.

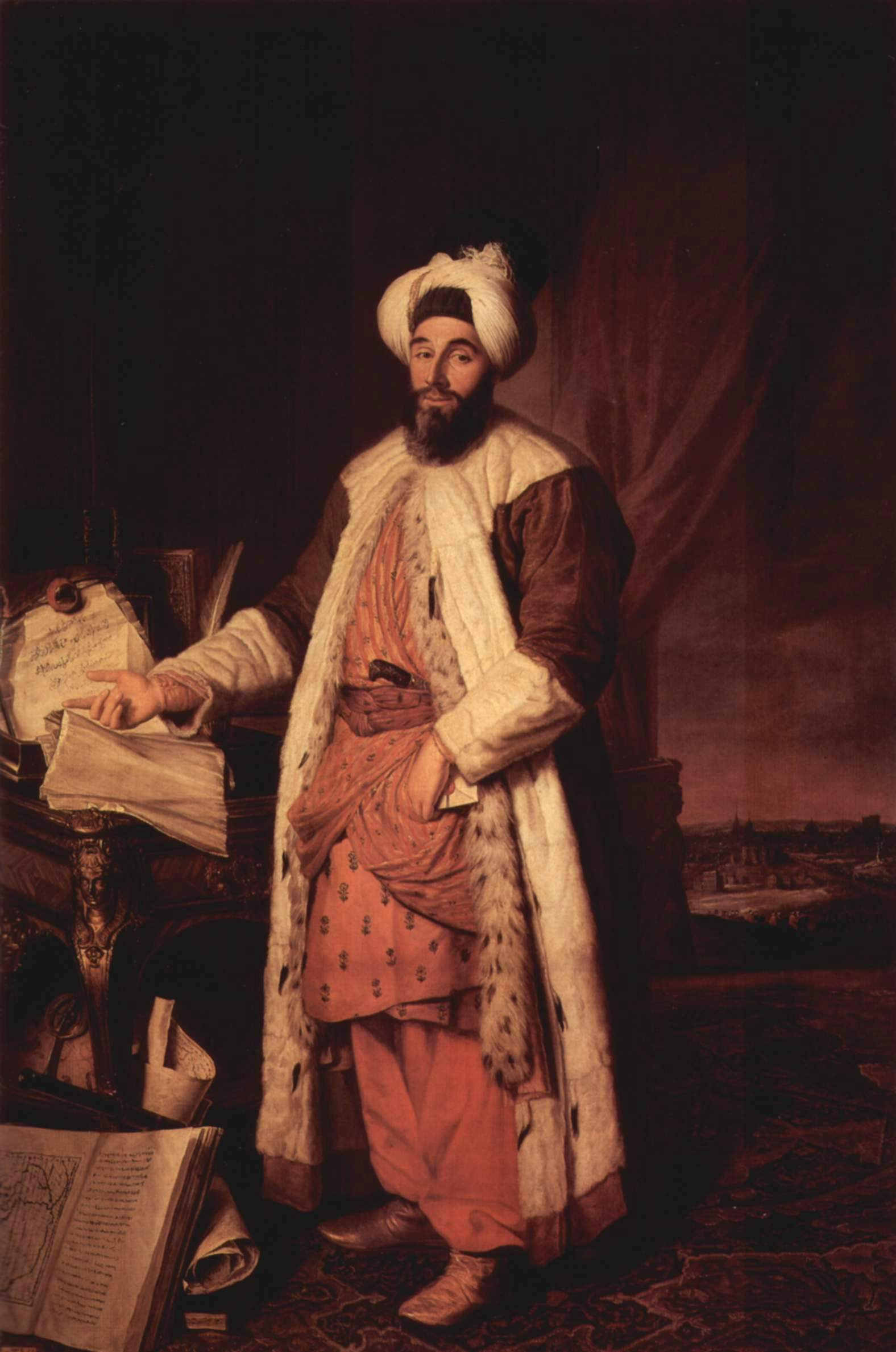
Yirmisekizzade Mehmed Said Efendi em Paris em 1742. Jacques Aved, Louvre Abu Dhabi.

Jacques-André-Joseph Aved (12 de janeiro de 1702 – 4 de março de 1766), também chamado le Camelot (O vendedor ambulante) e Aved le Batave (Avet, o holandês), foi um pintor francês do século 18 e um dos principais retratistas do Rococó francês. Aved pintou, entre outros, o embaixador do Império Otomano na França em 1742, Yirmisekizzade Mehmed Said Efendi.
Aved teve uma infância conturbada. Foi órfão enquanto ainda era criança e foi criado em Amsterdã por um de seus tios, que era capitão do exército holandês.
Após aprender em Amsterdã com François Boitard e Bernard Picart, Jacques Aved começou a trabalhar em Paris para Simon Belle em 1721. Posteriormente, ingressou na Real Academia de Pintura e Escultura (Académie royale de peinture et de sculpture) em 1731 e foi nomeado vereador após a licenciatura em 1734. Em 1753, Aved se tornou membro da Confrerie Pictura.
Como negociante de arte e colecionador, possuia uma das mais importantes coleções com obras de artistas italianos, franceses e principalmente holandeses. Esta coleção foi vendida em leilão em 1766, após sua morte. 
Carle Van Loo, François Boucher, Dumont le Romain e Chardin foram alguns de seus alunos. 